# Перша сецесія плебеїв
Перша сецесія плебеїв  (лат. se — "окремо" cedere — "йти") — демонстративний відхід плебеїв за межі міста на Священну гору у 494 до н. е.  Своєрідний протест, засіб боротьби проти патриціїв за свої політичні та соціальні права, що передбачає вихід з общини з метою призупинити економічний та політичний розвиток міста. Так званий вихід частини держави зі складу однієї держави з метою утворення нової держави або приєднання до іншої.   У разі відмови плебеїв від військової служби, Рим залишався відкритим для ворогів, оскільки на початку V століття до н. е. плебеї складали основну частину римського війська. Орієнтуючись саме на воїнів, плебеї домагалися політичного рівноправ'я, погрожуючи заснувати власне місто за межами Риму.

## Передумови та причини сецесії
До середини VI ст. до н.е. плебеїв вважали чужорідним елементом і їм не довіряли навіть службу у війську. Однак збільшення числа плебеїв, з одного боку, і розширення військової активності з іншого, викликало необхідність залучення їх до лав ополчення, що і було закріплено реформами Сервія Туллія. Плебеї були включені, таким чином, до складу римської общини, отримавши не всі права, а лише право проливати кров за римську державу. Плебейська сецесія на Священну гору виглядала  як бунт римської армії.  Саме плебейські піші солдати першими залишили Рим.  Проблема полягала у тому, що воїни не могли порушити присяги, даної консулам, тому відмовлялися від іншого керівництва, що і стало першопричиною їх заборгованості. Свідчення з джерела:
«...хоча військовий набір було проведено диктатором, але присягали вояки консулам і як і раніше повязані з нею (1)…(2) ніякий злочин не звільняє від святості зобов'язання перед військом, за порадою якогось Сіцинія, без дозволу консула пішли на Священну гору».
Плебеї були абсолютно безправними, хоча і особисто вільними. Вони не мали права брати участь в управлінні державою, претендувати на отримання громадських земель, що з'являлися в результаті нових завоювань. Майнова диференціація сприяла посиленню їх претензій. Загалом причини невдоволення плебеїв зводилися до таких основних пунктів:
- Відсутність писаного закону, патриції на власний розсуд трактували норми і правила в суспільстві.
- Невирішене аграрне питання.
- Відстороненість від політичного життя, заборона посідати державні посади.
- Боргова кабала, наслідком якої могло стати рабство.
- Напружена військова ситуація: війни з вольсками, еквами, сабінянами.

Частина плебеїв була прийнята до патриціанських родів в якості залежних клієнтів, але більшість плебсу стояло поза громадською організацією корінних громадян патриціїв і було позбавлене громадянських прав, хоча і вважалися на відміну від рабів і клієнтів юридично вільними. Однак, якщо маса плебеїв домагалася отримання землі і скасування  рабства, то заможні плебеї боролися в першу чергу за політичне рівноправ'я з патриціями.. Від повстання боржників відволікав тільки напад вольсків. Консул Публій Сервілій вмовив плебеїв стати під його знамена, попередньо видавши едикт про те, щоб поки воїн-боржник знаходиться в таборі, ніхто не забирав його майна. Однак інший консул 495 до н. е. Аппій Клавдій, відкрив судові справи проти боржників, у результаті їх кількість помітно збільшилася. 

## Вимоги плебеїв
Крім громадської землі плебеї вимагали зменшення відсотка у лихварів та право обирати магістратів. У результаті загострення суспільно-політичної ситуації становище в Римі на передодні першої сецесії плебеїв виглядало так:
«… у державі панує незгода унаслідок непримеренної ненависті між патриціями та плебеями, переважно унаслідок боргових зобов'язань плебеїв. Останні голосно нарікали на те, що, борючись в чужих краях за свободу і владу, вони пригнічені у власних співгромадян. Свобода плебеїв в меншій небезпеці на війні, ніж вдома. Боржники в кайданах вириваються звідусіль на вулицю і волають до квіритів про захист. Усюди є готові слідувати за бунтівниками, всюди численні натовпи людей з криком біжать на форум...» 
Повсталі вимагали скликати сенат, задля прийняття рішення про розподіл громадського поля. Ініціатором аграрного законопроєкту виступив консул Спурій Кассій, який запропонував віддати плебеям половину земель завойованих у ворожих герніків. Патриції, ігнорують цю вимогу, іменуючи цю землю приватною. За участі другого консула Прокула Віргінія законопроєкт був відхилений, а його автор звинувачений в прагненні до захоплення царської влади і був страчений.  Після відмови сенату плебеї зазвичай чинили протест. Діонісій Галікарнаський зазначає, що «під час репресій було знищено та спалено харчові запаси, знаряддя праці і житла плебеїв». 

## Результати боротьби
Перша сецесія завершилася укладанням компромісу між плебеями та патриціатом. У 494 до. н. е. замість вирішення боргового питання плебсу надали право обирати власних магістратів — народних трибунів та едилів. Народні трибуни обиралися тільки з числа плебеїв, і були недоторканими. Їх завдання полягало у захисті плебсу від впливу магістратур  патриціїв, у зв'язку з цим вони отримали право  "veto" (забороняю). Поступово на посади плебейських трибунів стали претендувати і патриції, оскільки трибуни могли входити з законодавчими пропозиціями в усі форми народних зборів. Спочатку обиралося два трибуни, потім їх кількість збільшилася до десяти. Тит Ливій зазначає: 
«Таким чином, було обрано два народних трибуни… Вони обирали собі трьох тооваришів… Дехто стверджує, що на Священній горі було обрано лише два трибуни і там проведено закон про недоторканість їх».
 Також у 494 до н. е., коли з'явилися народні трибуни, на допомогу їм була створена посада двох плебейських едилів (aediles від «aedes» — будівля, храм). Вони завідували храмом Цецери, Лібери, де зберігався плебейський архів. Порядок обрання едилів був такий як і народних трибунів.
Плебеї вважали, що незважаючи на утвердження посади трибунів, вони все рівно не спроможні захистити себе в суді. Судді трактували усний закон на власний розсуд, тому плебс вимагав введення писаних законів. У 453 до н. е. сенат відправив до Афін та в інші грецькі міста трьох послів, щоб ознайомитися з місцевими законами. У 451 до н. е. були обрані перші децемвіри, до їх складу потрапили лише патриції. Вони розробили протягом року частину законів, які були схвалені общиною і написані на десяти мідних дошках. Децемвіри користувалися надзвичайною владою. На цей рік не було обрано ні консулів ні народних трибунів.   Для завершення справи були обрані нові дицемвіри у 450 до н. е. до їх числа входили і плебеї. 